# 닛산 VE 엔진
닛산 VE 엔진(영어: Nissan VE Engine, 일본어: 日産・VEエンジン)은 닛산의 3.0L (2,960cc) 피스톤 V6 엔진이다. 닛산 VG 엔진을 기반으로 하며 1992년, 1993년 및 1994년 모델에만 사용되었다. 이 엔진에는 철 블록, 실린더당 4개의 밸브가 있는 알루미늄 실린더 헤드와 이중 오버헤드 캠축, 흡기 캠축의 가변 밸브 타이밍, 코일 온 플러그 점화 및 사용할 수 있는 가변 흡기 매니폴드 (5단 전용)이 있다. 또한 엔진의 압축비는 10.0:1, 실린더 보어는 87.0mm, 피스톤 스트로크는 83.0mm이다.

## VE30DE

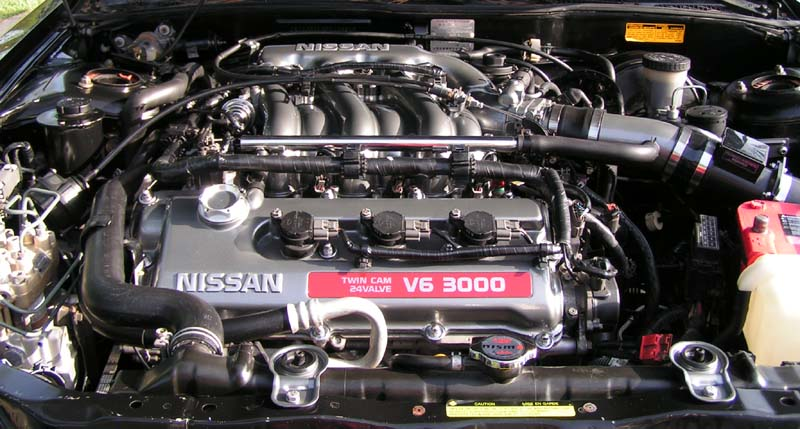
닛산 VE30DE 엔진